# 몽테귀 대학

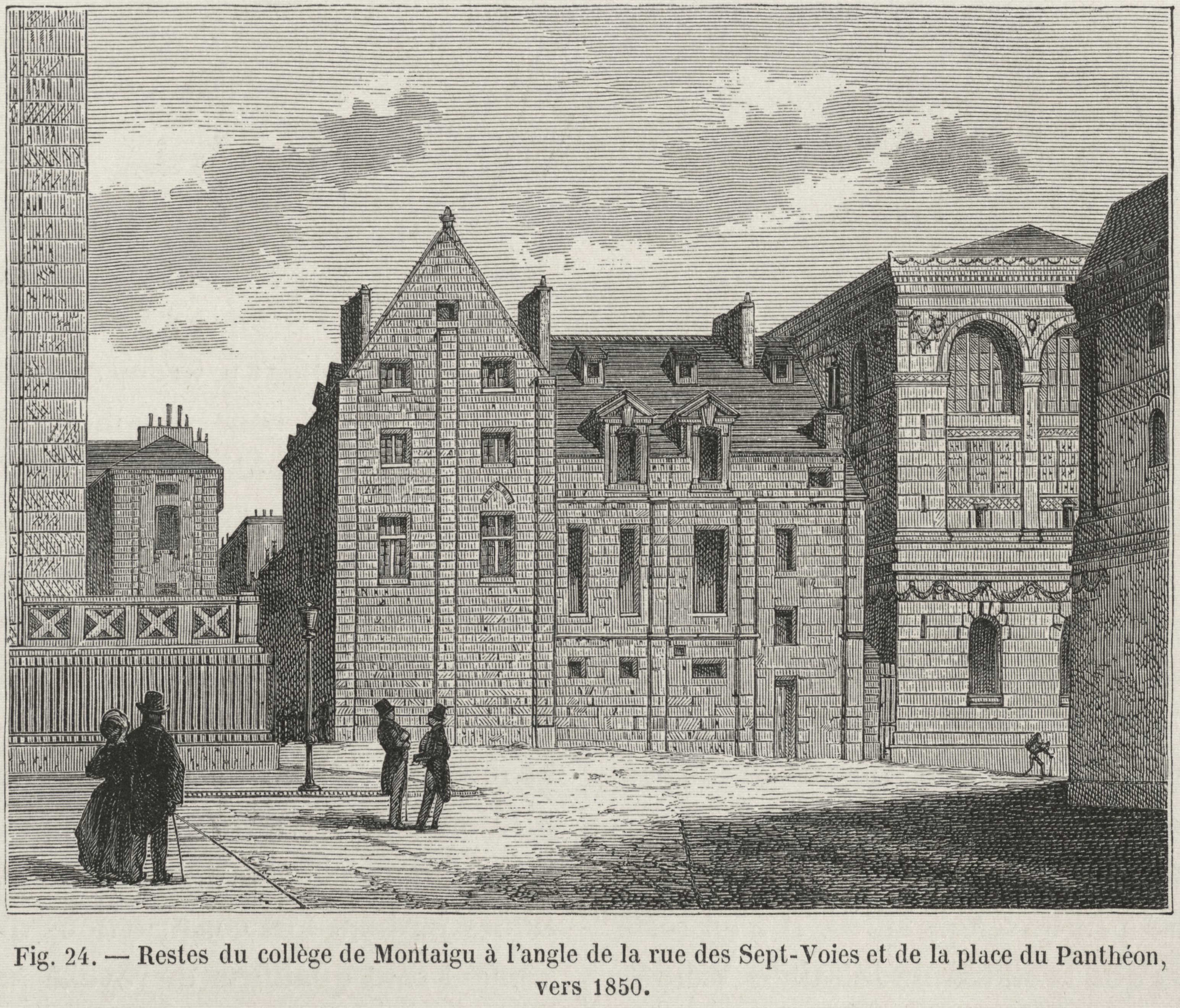
1850년경 몽테귀 대학

몽테귀 대학(프랑스어: Collège de Montaigu)은 파리 대학교 인문학부(Faculté des Arts)를 이루는 대학 가운데 하나였다.

## 역사
1314년에 루앙 대주교이던 질 에슬랭 드 몽테귀 1세(Gilles I Aycelin de Montaigu)에 의해 에슬랭 대학(Collège des Aicelins)이라는 이름으로 설립되었다. 이후 그의 친척인 피에르 에슬랭 드 몽테귀(Pierre Aycelin de Montaigu)가 1388년에 대학을 재정비하면서 이름을 바꾸었다. 에라스무스, 장 칼뱅, 이냐시오 데 로욜라, 존 메이어, 존 녹스와 같은 학자들이 공부했다. 존 메이어는 이후에 몽테귀 대학의 신학 교수가 되기도 하였다.